# Virtus Entella 2013-2014
Questa voce raccoglie le informazioni riguardanti la Virtus Entella nelle competizioni ufficiali della stagione 2013-2014.

## Stagione
Nella stagione 2013-2014 la Virtus Entella disputa il secondo campionato di Lega Pro Prima Divisione della sua storia: i liguri mantengono la testa della classifica dalla sesta giornata di campionato fino alla fine, arrivando ad avere 9 punti di vantaggio sulla Pro Vercelli, seconda in classifica, a cinque giornate dalla fine. Nonostante i soli 2 punti conquistati nelle seguenti quattro giornate, e la sconfitta nello scontro diretto con la Pro Vercelli, l'Entella, allenata da Luca Prina, conquista la prima storica promozione in Serie B grazie alla vittoria (1-2) in trasferta a Cremona all'ultima giornata. La formazione di Chiavari disputa altri tre trofei in stagione, inizia con la Coppa Italia Tim Cup dove nel primo turno supera (5-2) il Gualdo, mentre viene eliminata dal Padova (2-1) nel secondo turno. Il secondo trofeo a cui partecipa è la Coppa Italia di Lega Pro senza partecipare alle fasi a gironi avendo disputato la Coppa Italia nazionale, accede ai turni ad eliminazione, nel primo supera (2-3) il Viareggio, nel secondo elimina (0-1) il Pontedera, non supera il girone del terzo turno, che ha promosso alla semifinale del torneo il Monza. Al termine della stagione l'Entella disputa la Supercoppa di Prima Divisione, tra le due squadre che hanno vinto i due gironi di Prima Divisione, se l'aggiudica il Perugia, che pareggia (1-1) a Chiavari e vince (3-1) al Curi.

## Divise e sponsor
Il fornitore ufficiale di materiale tecnico per la stagione 2013-2014 è Erreà, mentre lo sponsor di maglia è Due Energie-Duferco Group. Per celebrare il centenario della società, la prima e la seconda maglia riportano i nomi di tutti i giocatori scesi in campo nella storia del sodalizio.
| Casa | Trasferta | Terza divisa |

## Organigramma societario
Area direttiva
- Presidente: Antonio Gozzi
- Presidente onorario: Silvio Risaliti
- Vice presidente: Walter Alvisi
- Direttore generale: Matteo Matteazzi
- Segretario generale: Giuliano Esposto

Area sanitaria
- Medico sociale: Roberto Galli
- Fisioterapista: Matteo Perasso

Area tecnica
- Direttore sportivo: Matteo Superbi
- Allenatore: Alfredo Aglietti
- Allenatore in seconda: Sergio Spalla
- Preparatore dei portieri: Mario Capece
- Preparatori atletici: Andrea Disderi e Stefano Farina
- Team Manager: Delio Lagomarsino

## Rosa
| N. |                    | Ruolo | Calciatore           |
| -- | ------------------ | ----- | -------------------- |
|    | Italia (bandiera)  | P     | Giuliano Grieco      |
|    | Italia (bandiera)  | P     | Andrea Paroni        |
|    | Italia (bandiera)  | P     | Luca Zanotti         |
|    | Italia (bandiera)  | D     | Emanuele Allegra     |
|    | Italia (bandiera)  | D     | Elia Ballardini      |
|    | Italia (bandiera)  | D     | Luca Cecchini        |
|    | Brasile (bandiera) | D     | César                |
|    | Italia (bandiera)  | D     | Samuele Folla        |
|    | Italia (bandiera)  | D     | Marco Giambarresi    |
|    | Italia (bandiera)  | D     | Emanuele Padella     |
|    | Italia (bandiera)  | D     | Daniele Pedrelli     |
|    | Italia (bandiera)  | D     | Michele Russo        |
|    | Italia (bandiera)  | D     | Marco Vittiglio      |
|    | Italia (bandiera)  | C     | Francesco Di Tacchio |

| N. |                      | Ruolo | Calciatore               |
| -- | -------------------- | ----- | ------------------------ |
|    | Italia (bandiera)    | C     | Silvano Raggio Garibaldi |
|    | Italia (bandiera)    | C     | Fabio Gerli              |
|    | Argentina (bandiera) | C     | Adrián Ricchiuti         |
|    | Italia (bandiera)    | C     | Vincenzo Sarno           |
|    | Italia (bandiera)    | C     | Lorenzo Staiti           |
|    | Italia (bandiera)    | C     | Michele Troiano          |
|    | Italia (bandiera)    | C     | Gennaro Volpe            |
|    | Italia (bandiera)    | A     | Vittorio Argeri          |
|    | Argentina (bandiera) | A     | Braian Crivaro           |
|    | Italia (bandiera)    | A     | Simone Guerra            |
|    | Italia (bandiera)    | C     | Simone Magnaghi          |
|    | Italia (bandiera)    | A     | Mattia Marchi            |
|    | Italia (bandiera)    | A     | Stefano Moreo            |
|    | Italia (bandiera)    | A     | Daniele Rosso            |

## Risultati

### 1ª Divisione

#### Girone A

##### Girone d'andata
| Arbitro: | Ceccarelli (Rimini) |

|            |           |  |
| Guerra 69’ | Marcatori |  |

| Arbitro: | Marini (Roma) |

|  |           |           |
|  | Marcatori | 19’ Moreo |

| Arbitro: | Rapuano (Rimini) |

|                          |           |              |
| Di Tacchio 9’ Guerra 64’ | Marcatori | 24’ Maracchi |

| Arbitro: | Melidoni (Frattamaggiore) |

|                        |           |           |
| Torregrossa 41’ (rig.) | Marcatori | 60’ Moreo |

| Arbitro: | Casaluci (Lecce) |

|            |           |                     |
| Camisa 13’ | Marcatori | 51’ (rig.) M. Russo |

| Arbitro: | Caso (Verona) |

|                     |           |  |
| M. Russo 27’ (rig.) | Marcatori |  |

| Arbitro: | Pezzuto (Lecce) |

|          |           |                         |
| Campo 9’ | Marcatori | 83’ M. Marchi 89’ Sarno |

| Arbitro: | Formato (Benevento) |

|                              |           |             |
| D. Rosso 19’ Tomi 36’ (aut.) | Marcatori | 30’ Bracchi |

| Arbitro: | Fiore (Barletta) |

|                   |           |                                |
| D. Rosso 66’, 88’ | Marcatori | 49’ T. Ceccarelli 62’ Miracoli |

| Arbitro: | Morreale (Roma) |

|  |           |                                |
|  | Marcatori | 80’ Guerra 86’ (rig.) M. Russo |

| Arbitro: | Greco (Lecce) |

|                      |           |  |
| César 17’ Guerra 23’ | Marcatori |  |

| Arbitro: | Giovani (Grosseto) |

|                 |           |          |
| M. Serafini 10’ | Marcatori | 6’ César |

| Arbitro: | Pezzuto (Lecce) |

|               |           |  |
| M. Marchi 59’ | Marcatori |  |

| Vercelli 15 dicembre 2014, ore 14:30 UTC+1 14ª giornata | Pro Vercelli         | 0 – 0 | Virtus Entella | Stadio Silvio Piola (1.894 spett.)\| Arbitro: \| Dei Giudici (Latina) \| |
| Arbitro:                                                | Dei Giudici (Latina) |       |                |                                                                          |

| Chiavari 22 dicembre 2013, ore 14:30 UTC+1 15ª giornata | Virtus Entella | 0 – 0 | Cremonese | Stadio Comunale (1.155 spett.)\| Arbitro: \| Marini (Roma) \| |
| Arbitro:                                                | Marini (Roma)  |       |           |                                                               |

#### Girone di ritorno
| Como 5 gennaio 2014, ore 14:30 UTC+1 16ª giornata | Como             | 0 – 0 | Virtus Entella | Stadio Giuseppe Sinigaglia (1.603 spett.)\| Arbitro: \| Abisso (Palermo) \| |
| Arbitro:                                          | Abisso (Palermo) |       |                |                                                                             |

| Arbitro: | Bellotti (Verona) |

|                                          |           |  |
| Iacoponi 24’ Torromino 60’ M. Marchi 79’ | Marcatori |  |

| Arbitro: | Piccinini (Forlì) |

|  |           |                         |
|  | Marcatori | 13’ M. Marchi 66’ Moreo |

| Arbitro: | Brasi (Seregno) |

|                                                        |           |                                                            |
| Troiano 5’ (rig.) M. Marchi 9’ Moreo 83’ Ricchiuti 90’ | Marcatori | 12’, 70’ Ekuban 55’ G. Russo 57’ Torregrossa 87’ Monticone |

| Arbitro: | Fiore (Barletta) |

|           |           |              |
| César 57’ | Marcatori | 37’ Maritato |

| Arbitro: | Ripa (Nocera Inferiore) |

|                                                  |           |            |
| Girasole 19’ M. Marchi 24’ (aut.) M. Corradi 45’ | Marcatori | 90’ Guazzo |

| Arbitro: | Mangialardi (Pistoia) |

|                         |           |  |
| M. Russo 34’ Guazzo 77’ | Marcatori |  |

| Arbitro: | Martinelli (Roma) |

|  |           |                          |
|  | Marcatori | 39’ M. Marchi 58’ Guazzo |

| Arbitro: | Abisso (Palermo) |

|                       |           |                                   |
| Bracaletti 37’ (rig.) | Marcatori | 18’ Guazzo 74’ (aut.) Leonarduzzi |

| Arbitro: | Sacchi (Macerata) |

|               |           |  |
| Ricchiuti 61’ | Marcatori |  |

| Arbitro: | Pagliardini (Arezzo) |

|                           |           |           |
| Guarco 24’ M. Beretta 48’ | Marcatori | 2’ Guazzo |

| Chiavari 6 aprile 2014, ore 15:00 UTC+1 27ª giornata | Virtus Entella   | 0 – 0 | Pro Patria | Stadio Comunale (1.814 spett.)\| Arbitro: \| Baroni (Firenze) \| |
| Arbitro:                                             | Baroni (Firenze) |       |            |                                                                  |

| Arbitro: | Sacchi (Macerata) |

|                              |           |                |
| Quintavalla 30’ Demartis 35’ | Marcatori | 14’, 89’ Moreo |

| Arbitro: | Pezzuto (Lecce) |

|  |           |           |
|  | Marcatori | 44’ Erpen |

| Arbitro: | Ros (Pordenone) |

|                    |           |                        |
| Ant. Caracciolo 9’ | Marcatori | 53’ Troiano 66’ Staiti |

### Coppa Italia

#### Primo turno eliminatorio
| Arbitro: | Piccinini (Forlì) |

|                                                                 |           |                          |
| César 11’ Raggio Garibaldi 31’ Magnaghi 48’, 57’ Di Tacchio 88’ | Marcatori | 43’ Marri 77’ F. De Luca |

#### Secondo turno
| Arbitro: | Aureliano (Bologna) |

|                                     |           |              |
| Pasquato 83’ Vantaggiato 88’ (rig.) | Marcatori | 52’ D. Rosso |

### Coppa Italia Lega Pro

#### Fase finale
| Arbitro: | Marinelli (Tivoli) |

|                           |           |                                         |
| Romeo 52’ Della Latta 58’ | Marcatori | 25’ Folla 71’ (rig.) M. Russo 74’ Sarno |

| Arbitro: | Piscopo (Imperia) |

|  |           |             |
|  | Marcatori | 22’ Troiano |

##### Girone B
| Chiavari 9 novembre 2013, ore 14:30 UTC+1 1ª giornata | Virtus Entella    | 0 – 0 | Vicenza | Stadio Comunale (337 spett.)\| Arbitro: \| Perotti (Legnano) \| |
| Arbitro:                                              | Perotti (Legnano) |       |         |                                                                 |

| Arbitro: | Pelagatti (Arezzo) |

|                                     |           |  |
| Terrani 45’, 57’ Candido 68’ (rig.) | Marcatori |  |

### Supercoppa di Lega di Prima Divisione
| Arbitro: | Baroni (Firenze) |

|               |           |           |
| Torromino 63’ | Marcatori | 31’ Nicco |

| Arbitro: | Serra (Torino) |

|                                    |           |             |
| Insigne 45+1’ Filipe 59’ Henty 81’ | Marcatori | 49’ Troiano |

## Statistiche

### Statistiche di squadra
| Competizione                          | Punti | In casa | In casa | In casa | In casa | In casa | In casa | In trasferta | In trasferta | In trasferta | In trasferta | In trasferta | In trasferta | Totale | Totale | Totale | Totale | Totale | Totale | DR  |
| Competizione                          | Punti | G       | V       | N       | P       | Gf      | Gs      | G            | V            | N            | P            | Gf           | Gs           | G      | V      | N      | P      | Gf     | Gs     | DR  |
| ------------------------------------- | ----- | ------- | ------- | ------- | ------- | ------- | ------- | ------------ | ------------ | ------------ | ------------ | ------------ | ------------ | ------ | ------ | ------ | ------ | ------ | ------ | --- |
| Lega Pro Prima Divisione              | 58    | 15      | 9       | 4       | 2       | 22      | 11      | 15           | 7            | 6            | 2            | 20           | 13           | 30     | 16     | 10     | 4      | 42     | 24     | +18 |
| Coppa Italia                          | -     | 1       | 1       | 0       | 0       | 5       | 2       | 1            | 0            | 0            | 1            | 1            | 2            | 2      | 1      | 0      | 1      | 6      | 4      | +2  |
| Coppa Italia Lega Pro                 | -     | 1       | 0       | 1       | 0       | 0       | 0       | 3            | 2            | 0            | 1            | 4            | 5            | 4      | 2      | 1      | 1      | 4      | 5      | -1  |
| Supercoppa di Lega di Prima Divisione | .     | 1       | 0       | 1       | 0       | 1       | 1       | 1            | 0            | 0            | 1            | 1            | 3            | 2      | 0      | 1      | 1      | 2      | 4      | -2  |
| Totale                                | -     | 18      | 10      | 6       | 2       | 28      | 14      | 20           | 9            | 6            | 5            | 26           | 23           | 38     | 19     | 12     | 7      | 54     | 37     | +17 |

### Andamento in campionato
| Giornata  | 1 | 2 | 3 | 4 | 5 | 6 | 7 | 8 | 9 | 10 | 11 | 12 | 13 | 14 | 15 | 16 | 17 | 18 | 19 | 20 | 21 | 22 | 23 | 24 | 25 | 26 | 27 | 28 | 29 | 30 |
| --------- | - | - | - | - | - | - | - | - | - | -- | -- | -- | -- | -- | -- | -- | -- | -- | -- | -- | -- | -- | -- | -- | -- | -- | -- | -- | -- | -- |
| Luogo     | C | T | C | T | T | C | T | C | C | T  | C  | T  | C  | T  | C  | T  | C  | T  | C  | C  | T  | C  | T  | T  | C  | T  | C  | T  | C  | T  |
| Risultato | V | V | V | N | N | V | V | V | N | V  | V  | N  | V  | N  | N  | N  | V  | V  | P  | N  | P  | V  | V  | V  | V  | P  | N  | N  | P  | V  |
| Posizione | 7 | 4 | 2 | 2 | 2 | 2 | 1 | 1 | 2 | 2  | 1  | 1  | 1  | 1  | 1  | 1  | 1  | 1  | 1  | 1  | 1  | 1  | 1  | 1  | 1  | 1  | 1  | 1  | 1  | 1  |

Legenda:

Luogo: C = Casa; T = Trasferta. Risultato: V = Vittoria; N = Pareggio; P = Sconfitta.

### Statistiche dei giocatori
| Giocatore           | Prima Divisione | Prima Divisione | Prima Divisione | Prima Divisione | Coppa Italia | Coppa Italia | Coppa Italia | Coppa Italia | Coppa Italia Lega Pro | Coppa Italia Lega Pro | Coppa Italia Lega Pro | Coppa Italia Lega Pro | Supercoppa di Lega | Supercoppa di Lega | Supercoppa di Lega | Supercoppa di Lega | Totale   | Totale | Totale      | Totale     |
| Giocatore           | Presenze        | Reti            | Ammonizioni     | Espulsioni      | Presenze     | Reti         | Ammonizioni  | Espulsioni   | Presenze              | Reti                  | Ammonizioni           | Espulsioni            | Presenze           | Reti               | Ammonizioni        | Espulsioni         | Presenze | Reti   | Ammonizioni | Espulsioni |
| ------------------- | --------------- | --------------- | --------------- | --------------- | ------------ | ------------ | ------------ | ------------ | --------------------- | --------------------- | --------------------- | --------------------- | ------------------ | ------------------ | ------------------ | ------------------ | -------- | ------ | ----------- | ---------- |
| E. Allegra          | -               | -               | -               | -               | 1            | 0            | 0            | 0            | 1                     | 0                     | 0                     | 0                     | -                  | -                  | -                  | -                  | 2        | 0      | 0           | 0          |
| V. Argeri           | 8               | 0               | 0               | 0               | 1            | 0            | 0            | 0            | 4                     | 0                     | 0                     | 0                     | -                  | -                  | -                  | -                  | 13       | 0      | 0           | 0          |
| E. Ballardini       | 9               | 0               | 2               | 0               | 2            | 0            | 0            | 0            | 3                     | 0                     | 1                     | 0                     | 2                  | 0                  | 0                  | 1                  | 16       | 0      | 3           | 1          |
| S. Botta            | 7               | 0               | 1               | 0               | -            | -            | -            | -            | -                     | -                     | -                     | -                     | 2                  | 0                  | 1                  | 0                  | 9        | 0      | 2           | 0          |
| L. Cecchini         | 20              | 0               | 5               | 0               | -            | -            | -            | -            | 1                     | 0                     | 0                     | 0                     | 2                  | 0                  | 0                  | 0                  | 23       | 0      | 5           | 0          |
| César               | 29              | 3               | 4               | 0               | 2            | 1            | 0            | 0            | -                     | -                     | -                     | -                     | 2                  | 0                  | 1                  | 0                  | 33       | 4      | 5           | 0          |
| M. Cella            | -               | -               | -               | -               | -            | -            | -            | -            | 1                     | 0                     | 0                     | 0                     | -                  | -                  | -                  | -                  | 1        | 0      | 0           | 0          |
| A. Conte            | -               | -               | -               | -               | -            | -            | -            | -            | 1                     | 0                     | 0                     | 0                     | -                  | -                  | -                  | -                  | 1        | 0      | 0           | 0          |
| B. Crivaro          | 1               | 0               | 0               | 0               | -            | -            | -            | -            | 2                     | 0                     | 0                     | 0                     | -                  | -                  | -                  | -                  | 3        | 0      | 0           | 0          |
| F. Di Tacchio       | 21              | 1               | 6               | 0               | 2            | 1            | 0            | 0            | 1                     | 0                     | 0                     | 0                     | -                  | -                  | -                  | -                  | 24       | 2      | 6           | 0          |
| S. Folla            | -               | -               | -               | -               | -            | -            | -            | -            | 1                     | 1                     | 1                     | 0                     | -                  | -                  | -                  | -                  | 1        | 1      | 1           | 0          |
| S. Raggio Garibaldi | 8               | 0               | 3               | 0               | 1            | 1            | 0            | 0            | 2                     | 0                     | 0                     | 1                     | 1                  | 0                  | 0                  | 0                  | 12       | 1      | 3           | 1          |
| F. Gerli            | -               | -               | -               | -               | -            | -            | -            | -            | 1                     | 0                     | 0                     | 0                     | -                  | -                  | -                  | -                  | 1        | 0      | 0           | 0          |
| M. Giambarresi      | -               | -               | -               | -               | 1            | 0            | 0            | 0            | -                     | -                     | -                     | -                     | -                  | -                  | -                  | -                  | 1        | 0      | 0           | 0          |
| M. Guazzo           | 9               | 5               | 3               | 0               | -            | -            | -            | -            | -                     | -                     | -                     | -                     | -                  | -                  | -                  | -                  | 9        | 5      | 3           | 0          |
| S. Guerra           | 14              | 4               | 0               | 0               | 2            | 0            | 0            | 0            | 3                     | 0                     | 0                     | 0                     | -                  | -                  | -                  | -                  | 19       | 4      | 0           | 0          |
| S. Iacoponi         | 13              | 1               | 2               | 0               | -            | -            | -            | -            | -                     | -                     | -                     | -                     | -                  | -                  | -                  | -                  | 13       | 1      | 2           | 0          |
| S. Magnaghi         | -               | -               | -               | -               | 2            | 2            | 0            | 0            | 4                     | 0                     | 0                     | 0                     | -                  | -                  | -                  | -                  | 6        | 2      | 0           | 0          |
| M. Marchi           | 24              | 6               | 4               | 0               | -            | -            | -            | -            | 4                     | 0                     | 0                     | 0                     | 2                  | 0                  | 0                  | 0                  | 30       | 6      | 4           | 0          |
| S. Moreo            | 22              | 6               | 3               | 1               | 1            | 0            | 0            | 0            | -                     | -                     | -                     | -                     | 2                  | 0                  | 0                  | 0                  | 25       | 6      | 3           | 1          |
| D. Nossa            | 3               | 0               | 0               | 0               | -            | -            | -            | -            | -                     | -                     | -                     | -                     | -                  | -                  | -                  | -                  | 3        | 0      | 0           | 0          |
| E. Padella          | 14              | 0               | -               | 0               | -            | -            | -            | -            | 4                     | 0                     | 1                     | 0                     | -                  | -                  | -                  | -                  | 18       | 0      | 1           | 0          |
| A. Paroni           | 30              | -24             | 0               | 0               | 2            | -4           | 0            | 0            | -                     | -                     | -                     | -                     | -                  | -                  | -                  | -                  | 32       | -28    | 0           | 0          |
| D. Pedrelli         | 17              | 0               | 6               | 1               | -            | -            | -            | -            | 1                     | 0                     | 0                     | 0                     | 1                  | 0                  | 1                  | 0                  | 19       | 0      | 7           | 1          |
| A. Ricchiuti        | 10              | 2               | 2               | 1               | -            | -            | -            | -            | -                     | -                     | -                     | -                     | 1                  | 0                  | 0                  | 0                  | 11       | 2      | 2           | 1          |
| D. Rosso            | 9               | 3               | -               | 0               | 2            | 1            | 0            | 0            | -                     | -                     | -                     | -                     | -                  | -                  | -                  | -                  | 11       | 4      | 0           | 0          |
| M. Russo            | 29              | 4               | 4               | 0               | 2            | 0            | 1            | 0            | 3                     | 1                     | 0                     | 0                     | 2                  | 0                  | 0                  | 0                  | 36       | 5      | 5           | 0          |
| V. Sarno            | 20              | 1               | 1               | 0               | -            | -            | -            | -            | 2                     | 1                     | 0                     | 0                     | 2                  | 0                  | 1                  | 0                  | 24       | 2      | 2           | 0          |
| L. Staiti           | 29              | 1               | 4               | 0               | 2            | 0            | 0            | 0            | 2                     | 0                     | 0                     | 0                     | 2                  | 0                  | 0                  | 0                  | 35       | 1      | 4           | 0          |
| G. Torromino        | 14              | 1               | 0               | 0               | -            | -            | -            | -            | -                     | -                     | -                     | -                     | 2                  | 1                  | 0                  | 0                  | 16       | 2      | 0           | 0          |
| M. Troiano          | 23              | 2               | 8               | 1               | 2            | 0            | 0            | 0            | 2                     | 1                     | 0                     | 0                     | 1                  | 1                  | 0                  | 0                  | 28       | 4      | 8           | 1          |
| A. Viscardi         | -               | -               | -               | -               | -            | -            | -            | -            | 1                     | 0                     | 0                     | 0                     | -                  | -                  | -                  | -                  | 1        | 0      | 0           | 0          |
| M. Vittiglio        | -               | -               | -               | -               | 1            | 0            | 0            | 0            | 4                     | 0                     | 0                     | 0                     | -                  | -                  | -                  | -                  | 5        | 0      | 0           | 0          |
| G. Volpe            | 21              | 0               | 5               | 0               | 1            | 0            | 1            | 0            | 2                     | 0                     | 1                     | 0                     | 2                  | 0                  | 0                  | 0                  | 26       | 0      | 7           | 0          |
| L. Zanotti          | -               | -               | -               | -               | -            | -            | -            | -            | 4                     | -5                    | 0                     | 0                     | 2                  | -4                 | 0                  | 0                  | 6        | -9     | 0           | 0          |